# Шмагин, Владимир Михайлович
Влади́мир Миха́йлович Шма́гин (17 сентября 1927, город Новороссийск, теперь Краснодарский край, Российская Федерация — 1980) — советский военный деятель, генерал-лейтенант авиации, командующий 36-й воздушной армией Южной группы войск СССР. Депутат Верховного Совета УССР 9-го созыва.

## Биография
В 1945 году окончил среднюю школу.
В Советской армии с 1945 года. В 1950 году окончил Батайское военное авиационное училище летчиков.
В 1950—1955 гг. — служба в строевых частях Военно-воздушных сил СССР.
Член КПСС с 1953 года.
В 1958 году окончил Военно-воздушную академию в Монино Московской области.
Служил командиром эскадрильи, авиационного полка, авиационной дивизии.
В 1971 году окончил Военную академию Генерального штаба Вооруженных сил СССР.
В 1971 году — заместитель командующего 5-й воздушной армии ВВС СССР по боевой подготовке. В 1971—1973 гг. — 1-й заместитель командующего 5-й воздушной армии ВВС СССР Одесского военного округа.
В мае 1973 — апреле 1977 г. — командующий 36-й воздушной армией Южной группы войск (Венгрия).
В апреле 1977 — декабре 1979 г. — командующий 5-й воздушной армией Одесского военного округа.

## Звание
- генерал-лейтенант авиации

## Награды
- орден Красной Звезды
- медали